# Dudleya traskae
Dudleya traskae là một loài thực vật có hoa trong họ Crassulaceae. Loài này được (Rose) Moran miêu tả khoa học đầu tiên năm 1942.